# Ngoma (Ouganda)
Pour les articles homonymes, voir Ngoma.
Ngoma est une ville ougandaise située dans le district de Ntungamo dans la région Ouest.